# Jo Vergeat
Jo Meret Anna Vergeat (geboren am 26. Mai 1994) ist eine Schweizer Politikerin (Grüne). Sie ist Grossrätin des Kantons Basel-Stadt.

## Leben
Jo Vergeat ist in Basel aufgewachsen. Sie schloss ein Bachelorstudium in Geographie und Soziologie ab und absolviert ein Masterstudium in Geographie.
Den Einstieg in die Politik fand sie, als sie mit Freunden als Reaktion auf mehrere Club-Schliessungen die Facebook-Gruppe «Bebbi wach uff» gründete, die rasch enormen Zuspruch erhielt. Darauf folgten die Gründung eines gleichnamigen Vereins und das Einreichen einer Petition. 2016 kandidierte sie als Vertreterin des Jungen Grünen Bündnisses Nordwest auf der Liste des Grünen Bündnisses für den Grossen Rat und erreichte den zweiten Ersatzplatz.
Seit dem 13. Februar 2019 ist Vergeat Mitglied des Grossen Rats des Kantons Basel-Stadt. Sie rückte für den zurückgetretenen Michael Wüthrich nach. Sie nahm in der Finanzkommission und der Petitionskommission Einsitz. Seit April 2019 ist sie zudem Mitglied der Delegation IPK Fachhochschule Nordwestschweiz (IPK FHNW). Im Dezember 2019 wurde sie – als zu der Zeit jüngste Grossrätin und nachdem sie erst zehn Monate im Amt war – zur Präsidentin der vom Grossen Rat als Antwort auf die Klimademonstrationen neu geschaffenen Spezialkommission Klimaschutz gewählt. Anfang 2022 wurde sie zur jüngsten Grossratspräsidentin in der Geschichte gewählt.
Vergeat ist Geschäftsführerin des überparteilichen Komitees «Kulturstadt Jetzt». Sie ist ausserdem Vorstand des Vereins Neues JKF und des Vereins Junge Kultur Basel und Präsidentin von «Bebbi wach uff».